# 14 Words
14 Words（Fourteen Words）とは、デイヴィッド・レーンが考え出したスローガン"We must secure the existence of our people and a future for white children."（日本語訳：「我々は、我々の種族の存続と白人の子どもたちの未来を確かなものにしなくてはならない」）の隠語または略語である。14 Wordsという名称は、元のスローガンが14の単語から成ることによる。主に白人至上主義者やネオナチなどの人種差別主義者の運動において用いられる。

## 差別的な意味を含む数字
このスローガンは1980年代に、アメリカ合衆国の白人至上主義団体のリーダーで、殺人や破壊活動などの罪で服役していたレーン自身によって生み出された。またこの言葉は、しばしば88という別の隠語（アルファベットの8番目の文字がHであることから、"88"は"HH"、つまり"Heil Hitler"の略語を意味する）と組み合わされて、"14/88"、"14-88"、"1488"、もしくは"8814"という風に用いられる。これらの数字は欧米文化圏の一般市民からは13や666などのように忌み嫌われる一方で、逆に人種差別主義者(殊にネオナチ系のグループの構成員達)にとっては彼らを代表する数字となっている。人種差別主義者が、主催するウェブサイトのアドレスの一部にこれらの数字を当てはめたり、この数字を体に刺青したりする例が見受けられる。

## デイヴィッド・レーン
デイヴィッド・レーンは白人至上主義者のアメリカ人で、14 Wordsを生み出した人物。1980年代中頃に「ジ・オーダー」（The Order）というネオナチ組織を設立し、同組織によってデンバーラジオのトークショー番組の司会者であったアラン・バーグ（ユダヤ系アメリカ人）の殺害、シナゴーグの爆破、複数の銀行強盗など多数の重犯罪を働き、懲役190年の判決を受けて服役していた。2007年5月28日、インディアナ州テレホートの連邦刑務所でてんかんの発作のために死亡した。